# O Evangelho segundo Jesus Cristo
O Evangelho segundo Jesus Cristo (1991) é um romance de José Saramago que, com uma visão moderna e crítica da religião, reconta a história bíblica sobre a vida de Jesus Cristo.

## Sinopse
O livro conta uma história ficcionada e humanizada da vida de Jesus e alude a uma sua eventual relação com Maria Madalena (no livro, foi com ela que Jesus "conheceu o amor da carne e nele se reconheceu homem"). Ao adoptar essa perspectiva, de humanização de Cristo, distante da representação tradicional do Evangelho, Saramago coloca que a propaganda histórica da crucificação de Jesus, "um revulsivo forte, qualquer coisa capaz de chocar as sensibilidades e arrebatar os sentimentos", resultou na imposição de "uma história interminável de ferro e de sangue, de fogo e de cinzas, um mar infinito de sofrimento e de lágrimas", de acordo com a sua visão de mundo, segundo a qual “por causa e em nome de Deus é que se tem permitido e justificado tudo, principalmente o mais horrendo e cruel", e que, "no fundo, o problema não é um Deus que não existe, mas a religião que o proclama. Eu denuncio as religiões, todas as religiões, por nocivas à humanidade. São palavras duras, mas há que dizê-las". Isso levou a que o livro fosse considerado ofensivo por diversos setores da comunidade católica, a que ele sofresse perseguição religiosa no seu próprio país, e a que o governo português, pressionado pela Igreja Católica e por meio do então Subsecretário de Estado da Cultura de Portugal, António de Sousa Lara, vetasse este livro duma lista de romances portugueses candidatos ao Prémio Aristeion em 1992 por "atentar contra a moral cristã".
Em reação a este ato do Subsecretário de Estado, que considerou censório, Saramago abandonou Portugal, passando a residir na ilha de Lanzarote, Ilhas Canárias, onde permaneceu até a sua morte.

## Recepção
A principal crítica feita contra a obra é a da livre interpretação dos "textos sagrados", que desvirtuaria de forma "abusiva" os Evangelhos Canónicos. Porém, tal crítica só faz sentido do ponto de vista do Catolicismo, pois, mesmo dentre os Cristãos, o Protestantismo, por exemplo, tem como um de seus principais princípios a interpretação privada ou juízo privado dos textos bíblicos, o que, todavia, não justifica desvios do que é considerado histórico e verdadeiro quer pelo Clero Protestante quer pelos Acadêmicos de Estudos Religiosos, crentes e não crentes. E, do ponto de vista dos Direitos Fundamentais de Liberdade Religiosa e de Liberdade de Expressão, como formulado no caso Handyside contra Reino Unido, tais críticas fazem ainda menos sentido, não em termos factuais mas em termos de liberdade criativa, para mais sendo uma obra romanceada e ficcionada e uma interpretação e abordagem meramente pessoais.
Quando saiu a público, em novembro de 1991, o Evangelho segundo Jesus Cristo suscitou reações polêmicas de parte dos Católicos. Entre elas, a do Arcebispo de Braga Primaz das Espanhas, D. Eurico Dias Nogueira, proferida em maio de 1992: "Um escritor português, ateu confesso e comunista impenitente, como ele mesmo se apresenta, resolveu elaborar uma delirante vida de Cristo, na perspectiva da sua ideologia político-religiosa e distorcida por aqueles parâmetros." D. Eurico continua: "A apregoada beleza literária, a existir nesta obra, longe de atenuante e muito menos dirimente, constitui circunstância agravante da culpabilidade do réu, seu autor."
Vital Capelo, no jornal O Arrais de Peso da Régua, afirma acerca de Saramago e do romance: "Sendo o autor um descrente, não deveria ter a ousadia de imiscuir-se em assuntos de natureza religiosa […] sob pena de ser aplicado o velho «Quem te mandou, sapateiro, tocar rabecão?!»." E enfatiza: "a juventude de Jesus é puramente fantasista e fruto da imaginação do autor […]", completando que "na parte respeitante ao adulto, Jesus é completamente deformado, já que se faz dele um milagreiro andante, cuja História é bem conhecida, sendo apresentado como um vulgar aventureiro, despido de todo o esplendor de que foi cercado."
Carlos H. da C. Silva, na revista Humanística e Teológica, expõe o modo como interpreta o romance: "[…] toda a tradição ocidental cristã não se baseia em algo «verdadeiro» mas num vazio, numa fraude colossal. Seria esta a verdade dialetizada […], conservadorista e ideal, a denunciar o que pareciam as formas alienatórias e impeditivas. […] Nesse sentido, é como se se advogasse um eco de puro incómodo psicológico de Saramago em relação aos Evangelhos e a tudo quanto de «doentio» neles, ou melhor, numa hermenêutica e moralização longamente estabelecida, se veio a decantar. […]".
Regina Sardoeira, professora de Filosofia e escritora, falou a respeito do romance que "Se repararmos bem, o livro O Evangelho segundo Jesus Cristo de Saramago não destoa (no que concerne ao conteúdo) de obras como A Última Tentação de Cristo de Níkos Kazantzákis, ou dos best sellers de Dan Brown (O Código Da Vinci, etc.) com a ressalva de que o primeiro e o segundo são obras-primas, enquanto os livros de Dan Brown estão longe de o ser. Sendo Jesus Cristo uma personagem histórica e não havendo fontes para saber (historicamente falando) as circunstâncias humanas do seu nascimento e da sua formação enquanto homem (os Evangelhos Canónicos — quer dizer, aqueles que a Igreja Cristã em geral e Católica em particular considera Dogmas — relatam o nascimento de Cristo, um ou dois factos relativos à sua infância e adolescência e fazem-no surgir, de repente, aos trinta anos, para cumprir uma missão divina que o levará à mais ignominiosa das mortes.) A marca que ele deixou no mundo dos homens é tão intensa e, em simultâneo, tão enigmática que dá azo a múltiplas especulações."